# Marché central de Pontevedra
Pour les articles homonymes, voir Marché central.
Le Marché Central de Pontevedra (ou Marché Municipal de Pontevedra) est un marché couvert situé à Pontevedra, en Espagne. Il se trouve à la limite nord-est du centre historique, tout près du Pont du Bourg.  Donnant sur les rives du Lérez, il a été inauguré en 1948.

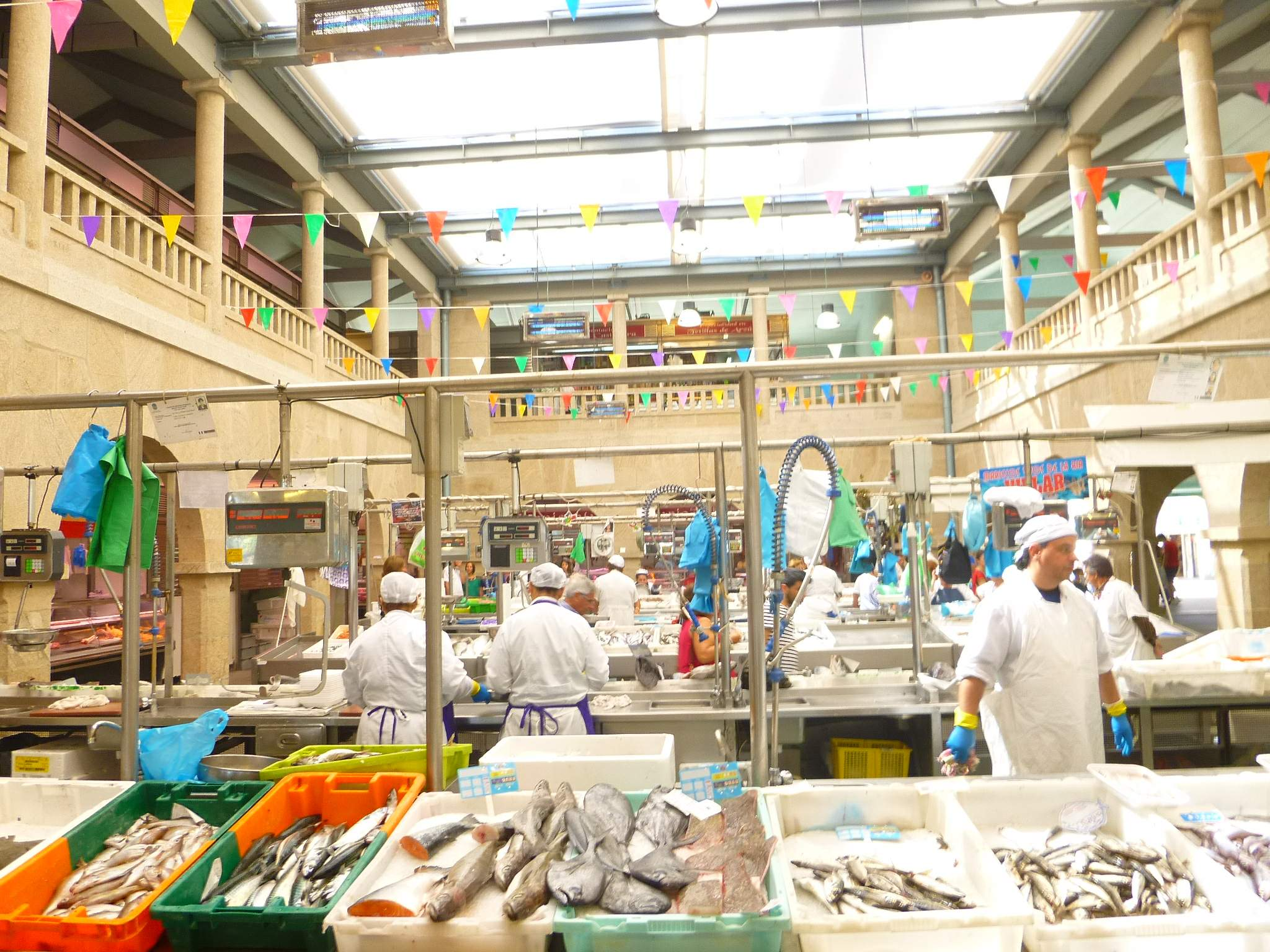
Cour intérieure du marché.

## Historique
Les places médiévales du centre historique de Pontevedra étaient, depuis le Moyen Âge, le lieu de vente de différents produits. Sur la Place de Teucros, on vendait des produits tels que du pain ou du lait , sur la Place de la Verdura, des légumes, des fruits, des châtaignes ou du poisson, et sur la Place Méndez Núñez, des poulets, entre autres.
Dans les années 1880, il était urgent que la ville dispose d'un marché couvert pour plus de confort et d'hygiène, comme en témoigne le procès-verbal municipal du 5 mars 1884. En 1885, le projet d'un marché couvert est approuvé et confié à l'architecte municipal, Alejandro Sesmero. Le nouveau marché couvert a été inauguré le 15 août 1886 à côté du pont du Bourg, sur le site de l'ancienne prison.  Il comportait un rez-de-chaussée et une façade longitudinale le long du Lérez sur l'ancienne digue. Il y avait des comptoirs en marbre et des ventilateurs en fer pour la viande. Le marché était couvert d'une charpente mixte en fer et en bois.
Ce marché couvert par un toit métallique a été démoli dans les années 1940 pour construire un nouveau marché plus grand dans la Rue Sierra, sur le terrain de l'ancien abattoir de la ville. Le projet de marché a été présenté en mai 1942 par les architectes Emilio Quiroga Losada et José Barreiro Vázquez et la construction a commencé en 1945. Pendant la construction du nouveau marché, les vendeurs de poissons et les agriculteurs ont installé leurs étals dans des box individuels à côté du pont du Bourg et de la place Valentín García Escudero. Le nouveau marché couvert de la ville de deux étages, conçu par l'architecte municipal Emilio Quiroga Losada, a été inauguré le 20 janvier 1948.
Dans les années 1990, il est devenu évident que ce marché couvert de 1948 devait être complètement rénové pour l'adapter aux nouveaux besoins. En 1999, un marché provisoire a été construit devant le pavillon municipal des sports de la ville, au nord du fleuve Lérez et le marché de 1948 a été démonté  en 2000 pierre par pierre pour le reconstruire entièrement rénové sur le même site dans la rue Sierra,. Cette  rénovation a été réalisée par l'architecte César Portela et le marché a été inauguré le 10 octobre 2003. La rénovation complète du bâtiment a été basée sur l'espace et la luminosité et a inclus l'aménagement d'un parking souterrain de deux niveaux.
Le premier étage du marché a été réaménagé en 2019 pour l'installation d'un espace gastronomique qui a été inauguré le 22 août 2019 sous le nom de Gastroespazo avec différents stands gastronomiques destinés au merlu, au poulpe, aux moules, au poulet et à la cuisine traditionnelle galicienne, entre autres,
En octobre 2020, le marché a lancé un site web pour l'achat de ses produits en ligne, ponteabastos.com.

## Description
Le marché est un bâtiment de granit à deux étages, de plan rectangulaire et de style traditionnel galicien avec des colonnes, des arcs et des arcades. Son corps central, auquel ont été ajoutés deux corps en U, a été traité comme une basilique. Les deux façades sont constituées de trois arcades en demi-cercle. La façade principale s'articule autour de trois arcades principales au rez-de-chaussée qui donnent accès au bâtiment et de cinq arcades de chaque côté qui abritent différentes petites boutiques. À l'étage supérieur, la partie centrale de la façade comporte trois grandes fenêtres semi-circulaires, dont la plus grande est celle du centre, et des fenêtres rectangulaires encadrées par des balcons de chaque côté. Le corps central des deux façades est couronné de frontons au sommet et de colonnes sur les deux supports centraux. L'arc central est plus haut que les arcs latéraux. Le bâtiment a deux toits avec des faîtages indépendants.
Sur la façade nord, la partie centrale de la façade est encadrée par trois fenêtres semi-circulaires des deux côtés, entre lesquelles se trouvent quatre œils-de-bœuf, et par des fenêtres sans balcons au premier étage.
À l'intérieur, l'entrée principale mène à un grand escalier central  en pierre menant au premier étage. L'escalier principal se termine par un balcon au premier étage et permet un passage inférieur avec trois arcs, celui du centre étant plus grand, qui facilitent la transition vers les étals. L'intérieur est structuré autour de deux grandes cours centrales rectangulaires avec des balcons au premier étage et des arcades au rez-de-chaussée.
Le marché comptait en 2014 367 points de vente au total, et après la transformation du premier étage en 2019 en espace gastronomique, il compte 214 étals destinés à la vente de poissons et fruits de mer et de fruits et légumes, 30 stands intérieurs destinés principalement à la vente de viande et 19 stands extérieurs sous les arcades destinés à la vente de vêtements, journaux ou bijoux. Il y a également des vendeurs de fleurs au rez-de-chaussée du marché.
Le marché est également le siège de la criée de Pontevedra, où sont organisées des ventes aux enchères de poissons et de fruits de mer,
Depuis 2002, le marché dispose d'un parking souterrain de deux niveaux qui dessert également le centre historique de la ville avec un total de 208 places de stationnement.

## Culture
Lors de la rénovation du marché, les vestiges d'un morceau des remparts médiévaux de la ville ont été découverts à côté, dans la rue Sierra,
Le 25 novembre 2009, le groupe statuaire "A moza das galiñas" de l’artiste Cuqui Piñeiro, représentant une femme nourrissant quatre poules et un coq, a été inauguré devant l'entrée principale du marché, rue Sierra. Le groupe statuaire est un hommage aux femmes galiciennes et aux vendeuses du marché,.

## Galerie d'images

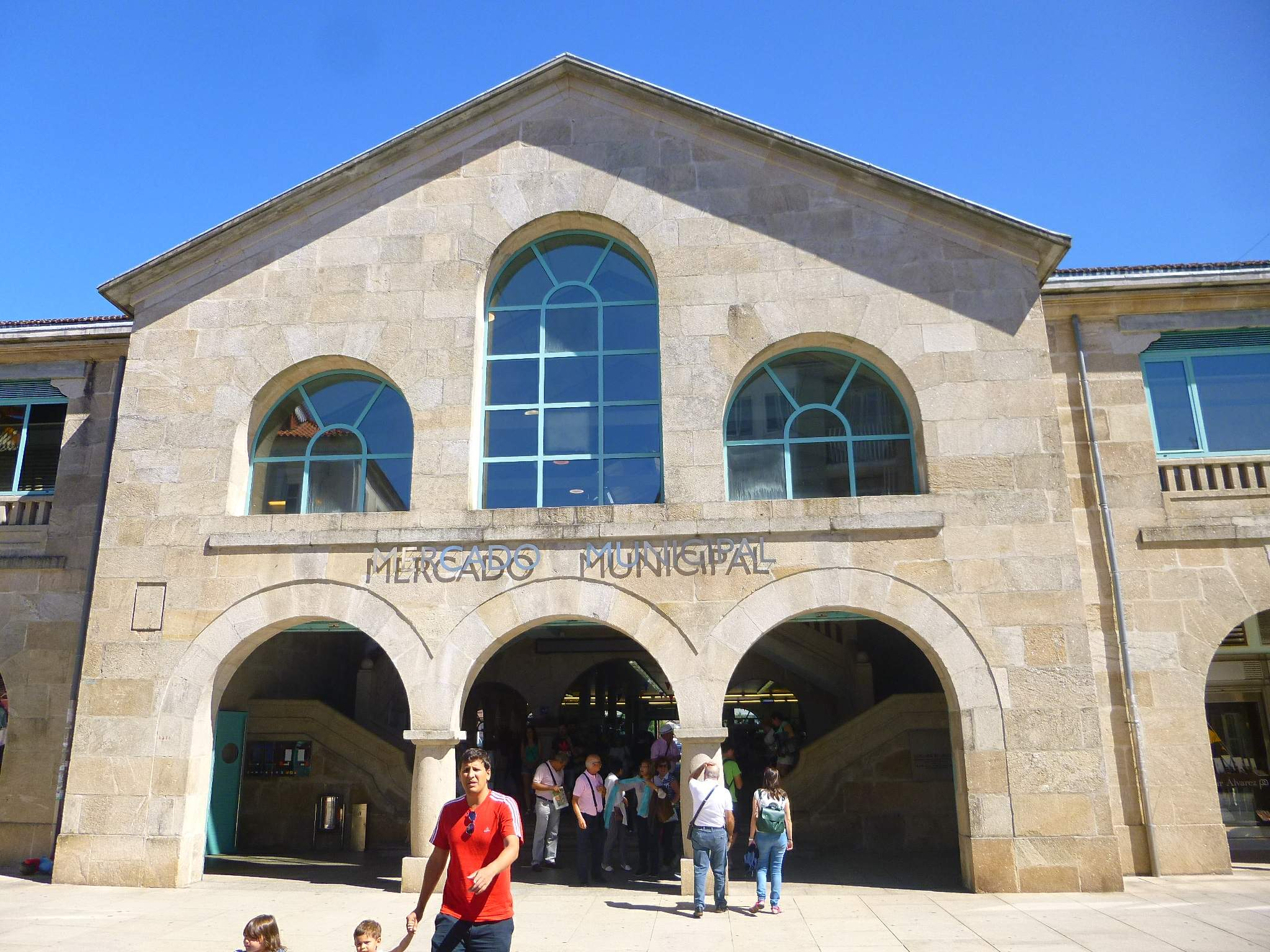
Partie centrale de la façade principale du marché.
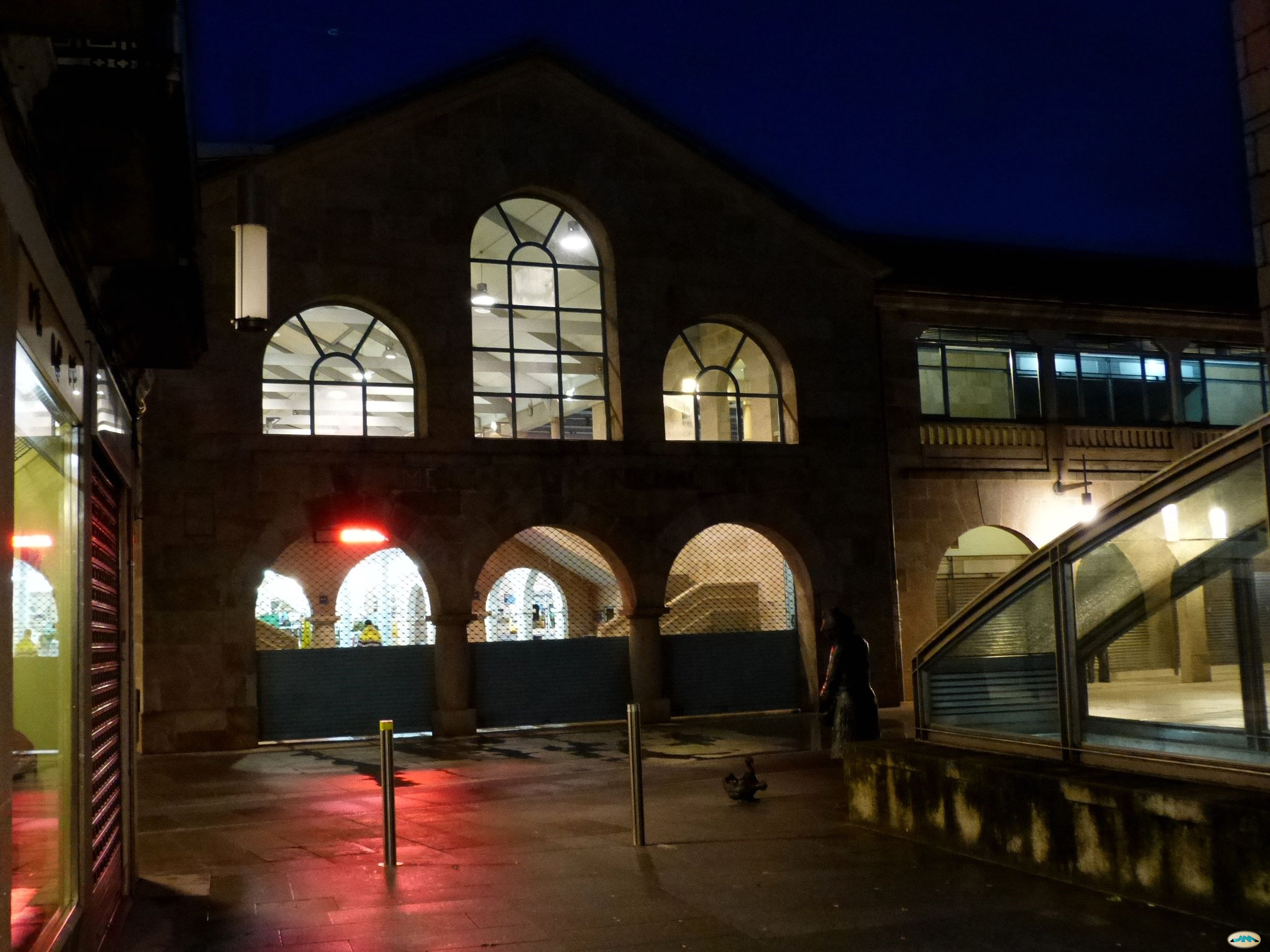
Le marché, la nuit.
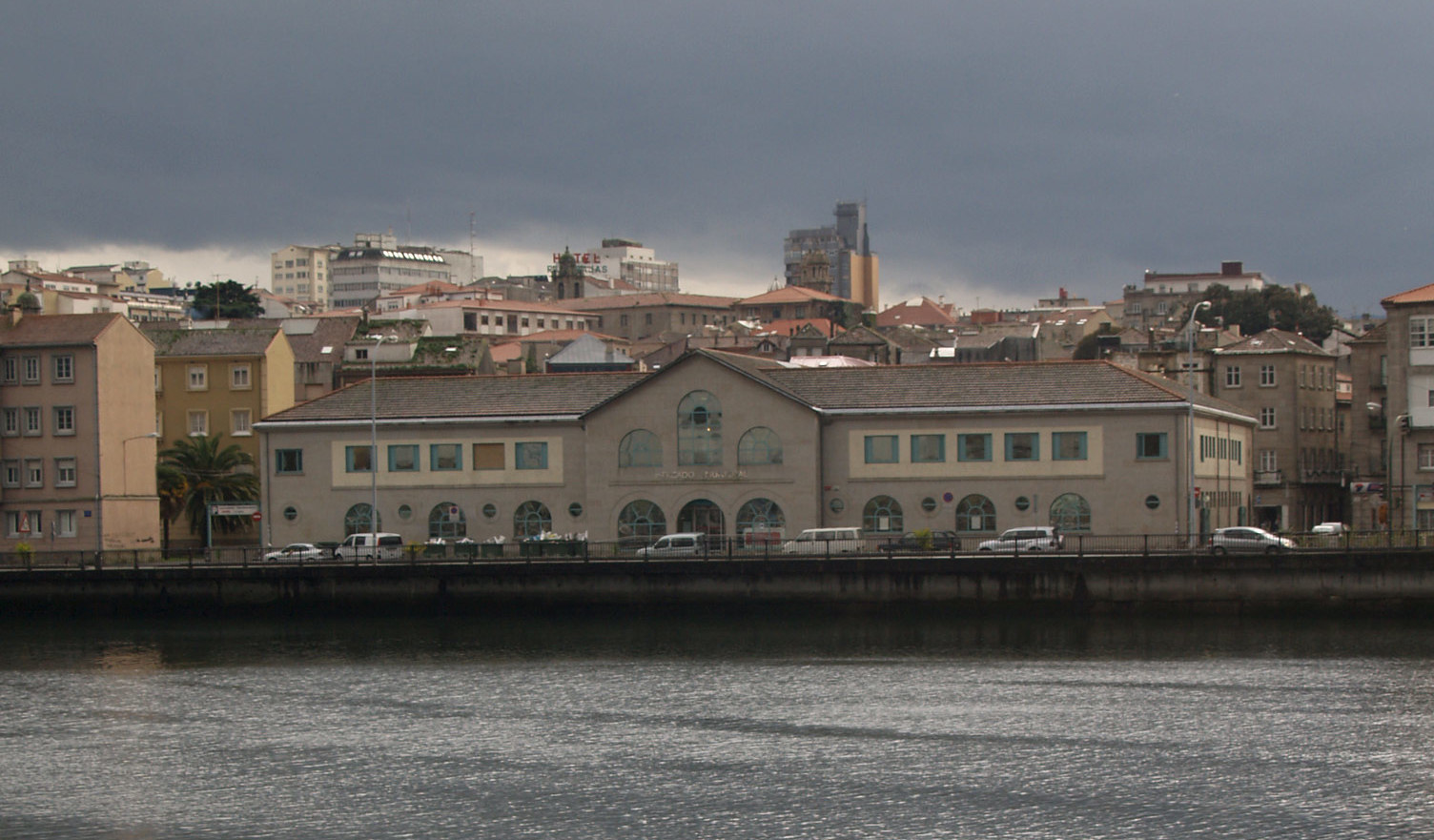
Façade nord du marché.
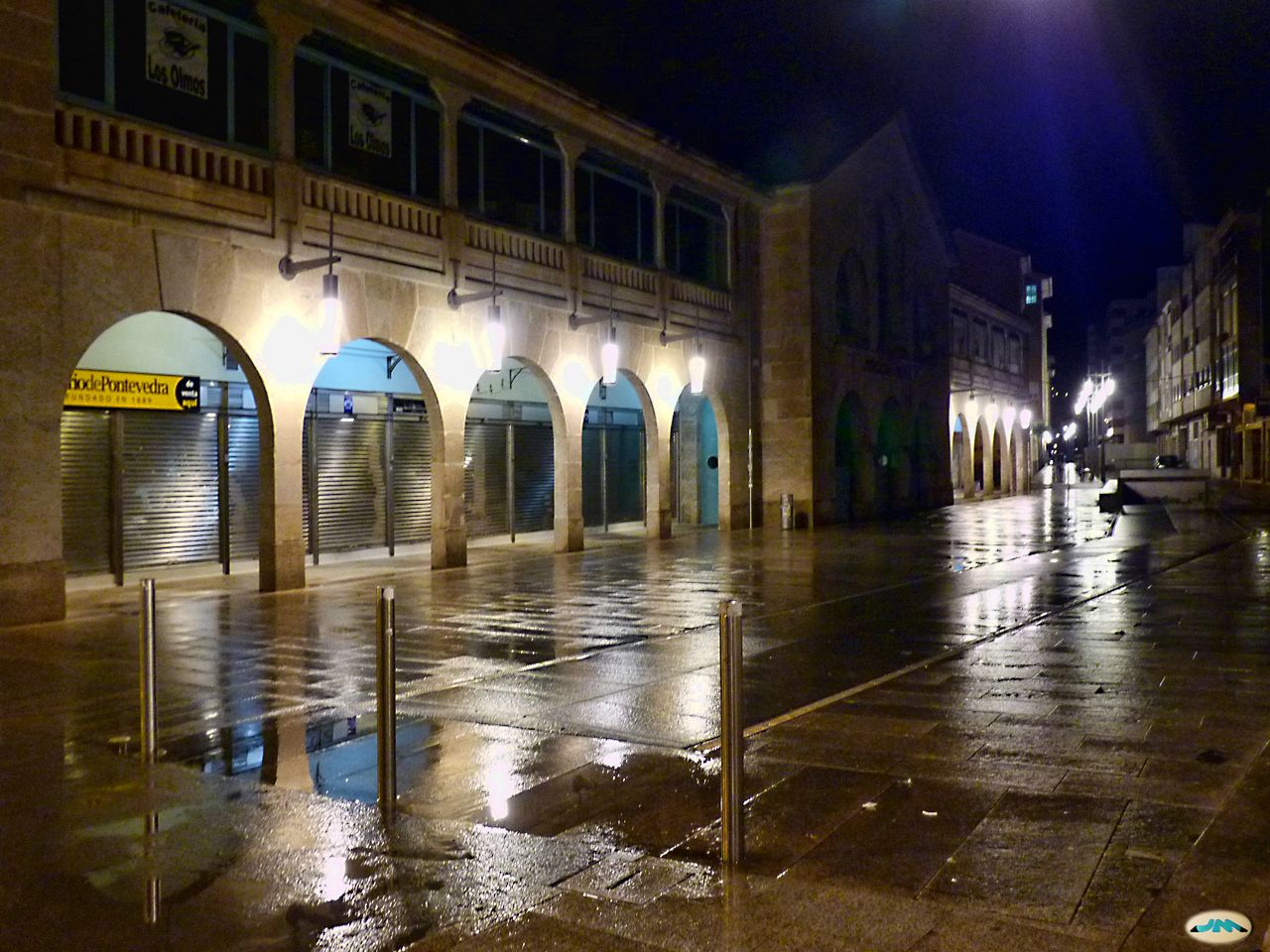
Arcades de la façade principale du marché, la nuit.
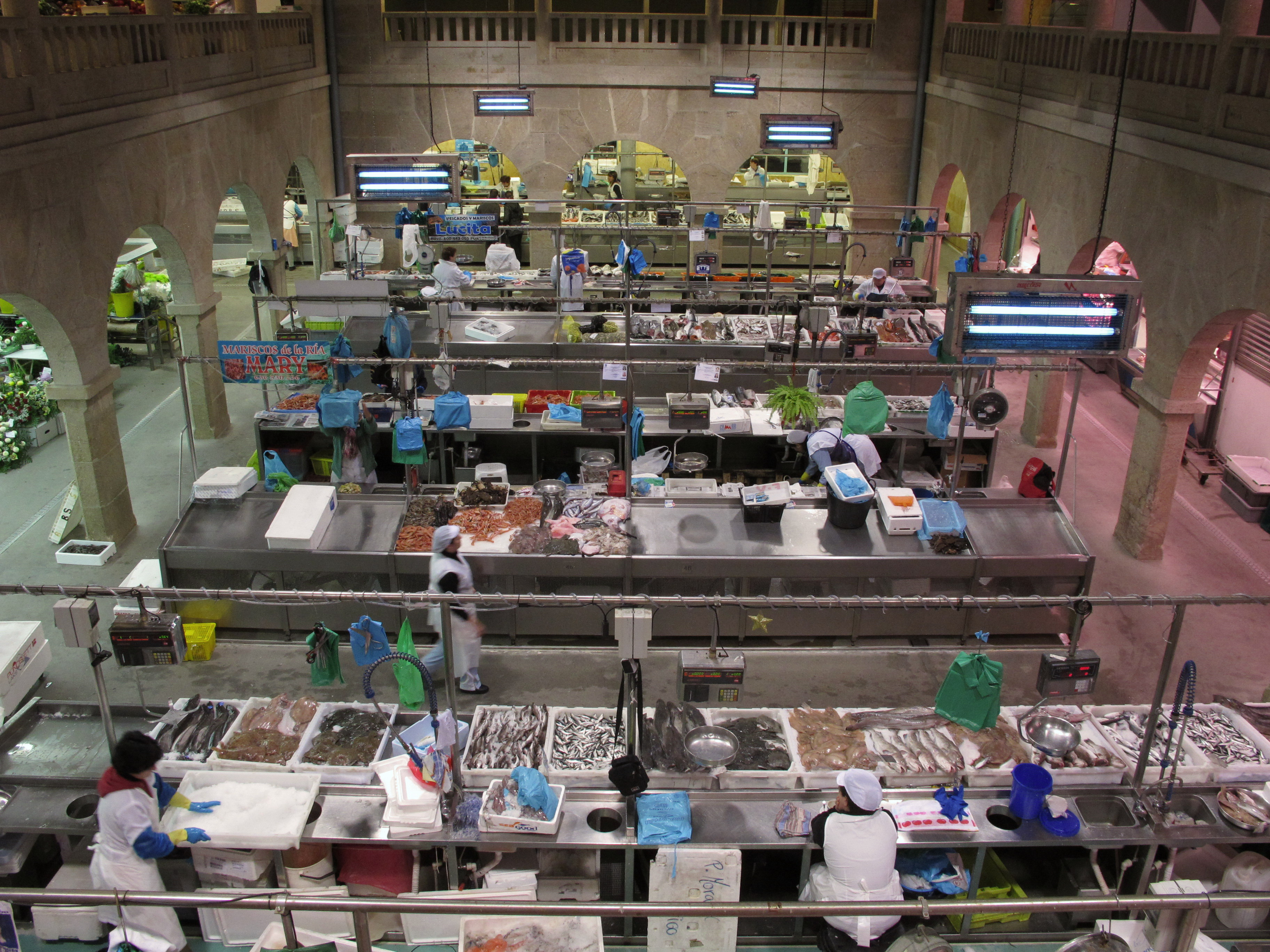
Cour intérieure et étals.
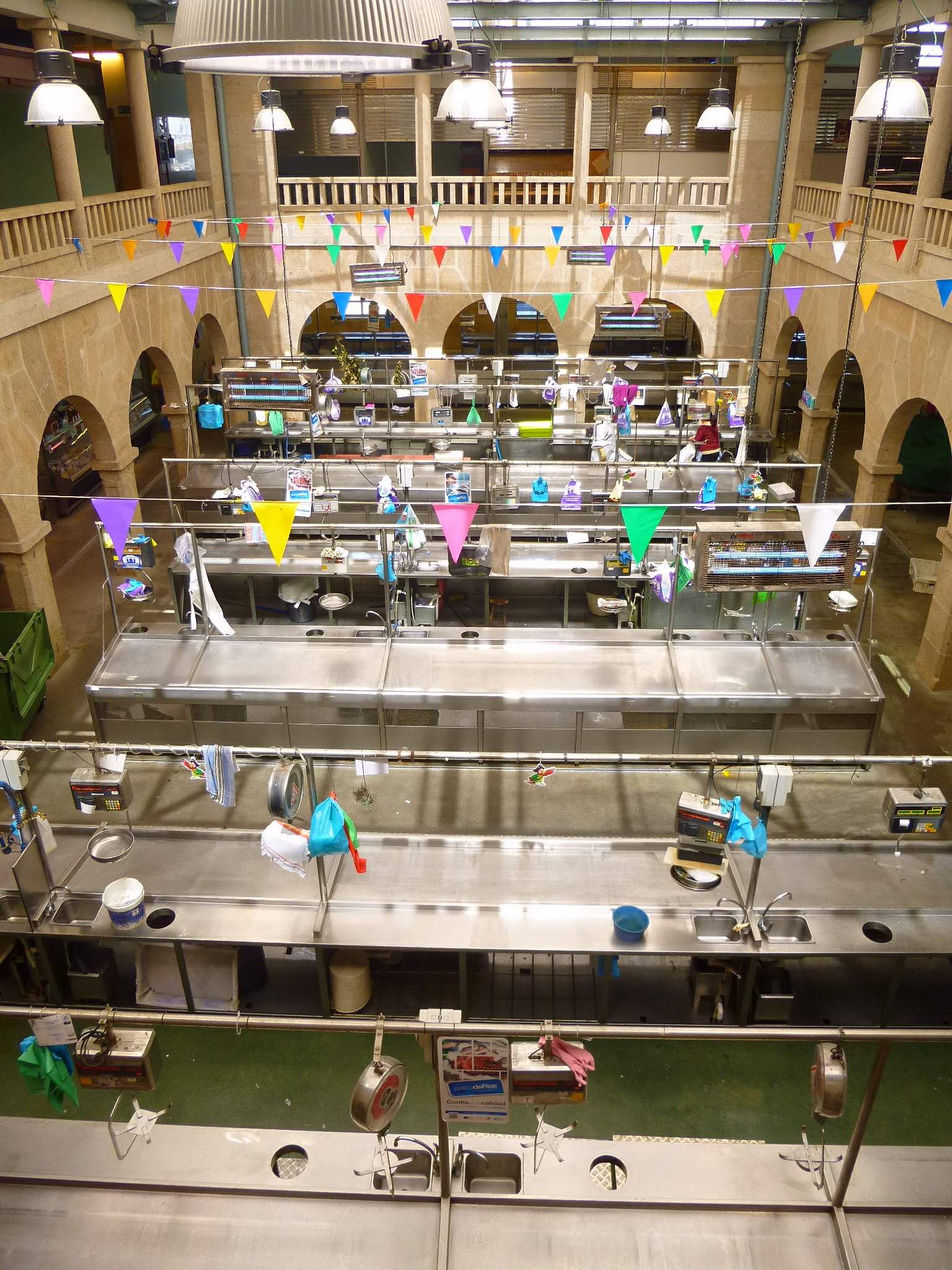
Étals vides
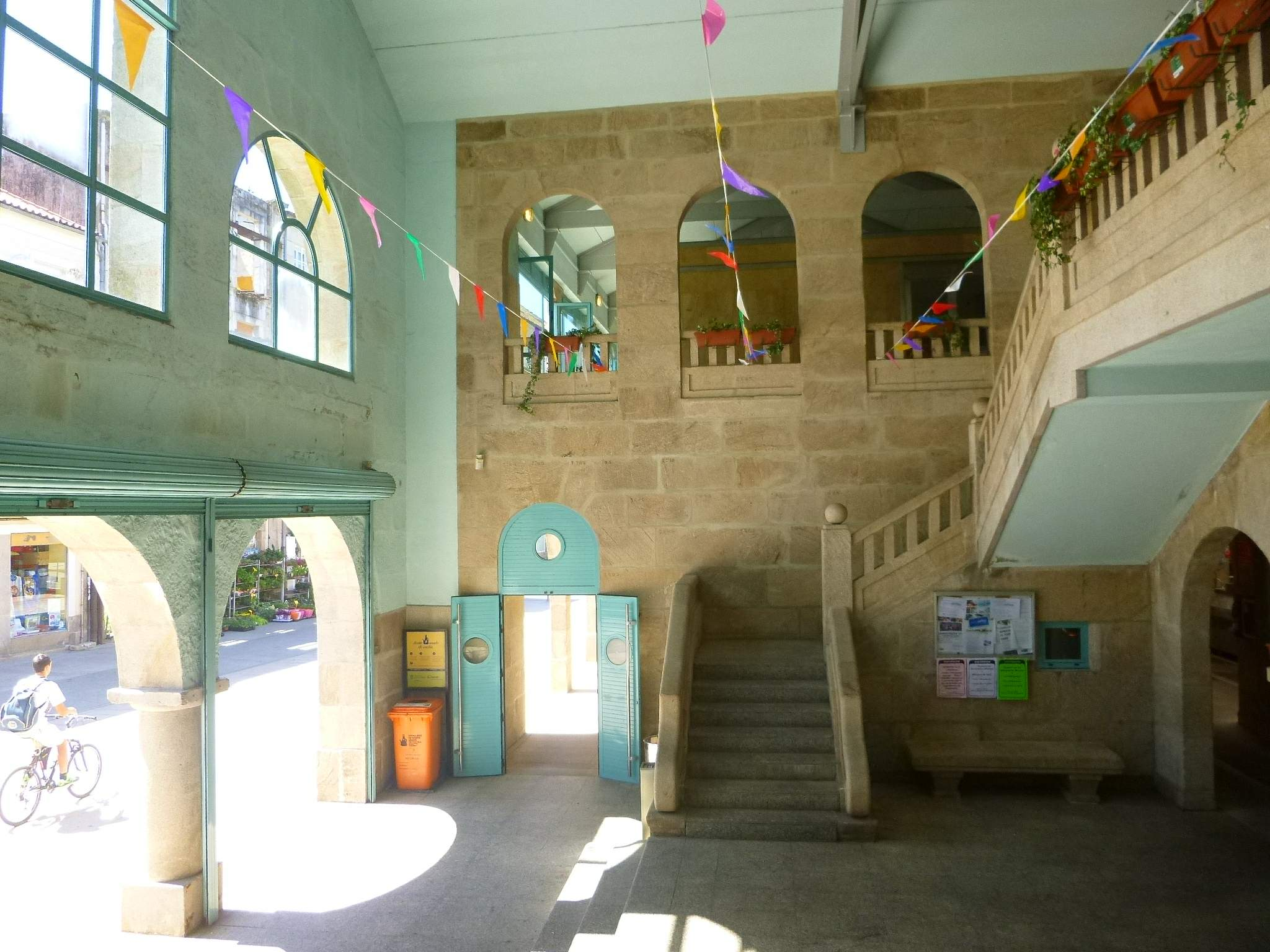
Entrée et escalier central intérieur
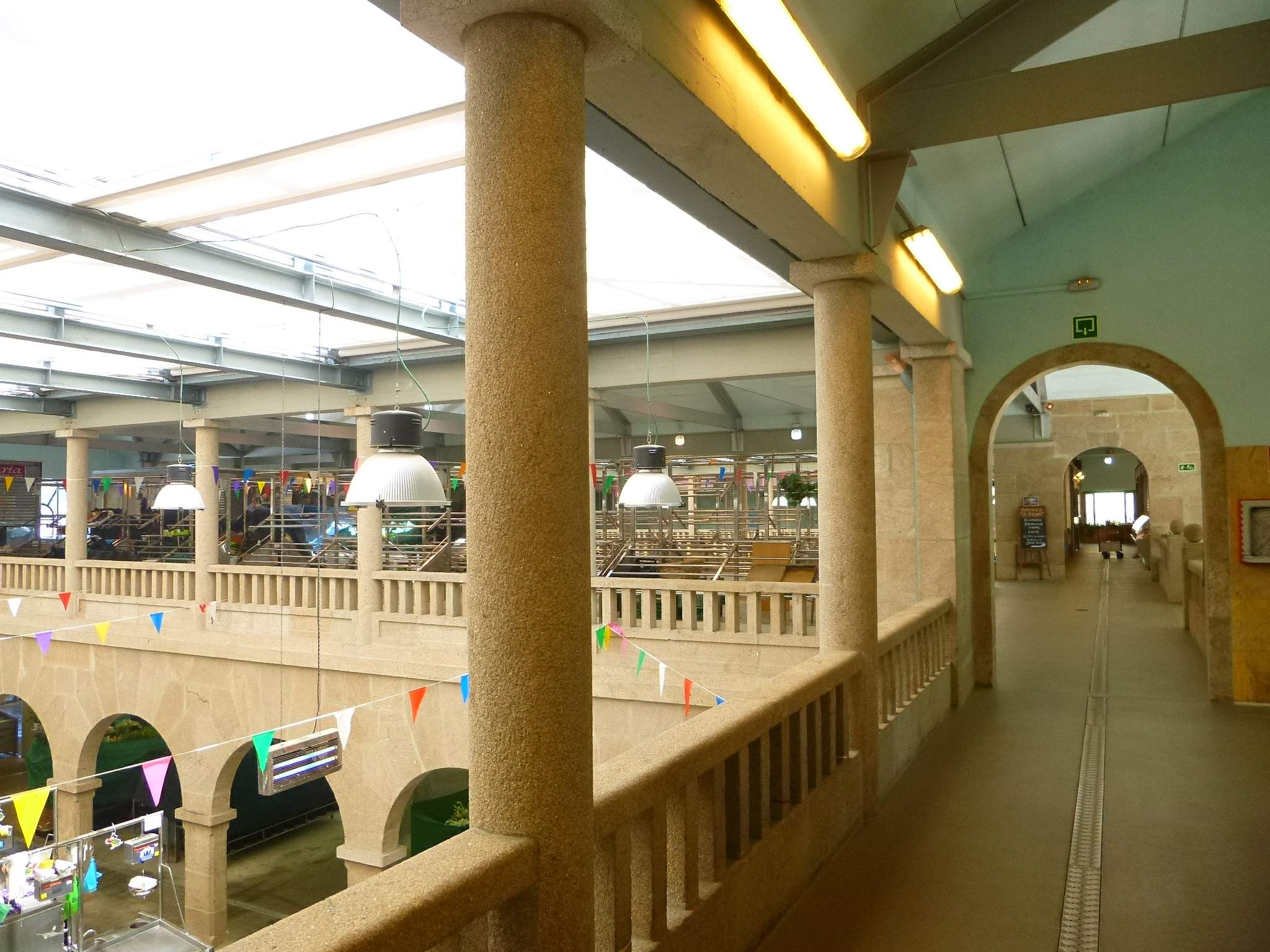
Balcon s’ouvrant sur l’une des cours intérieures
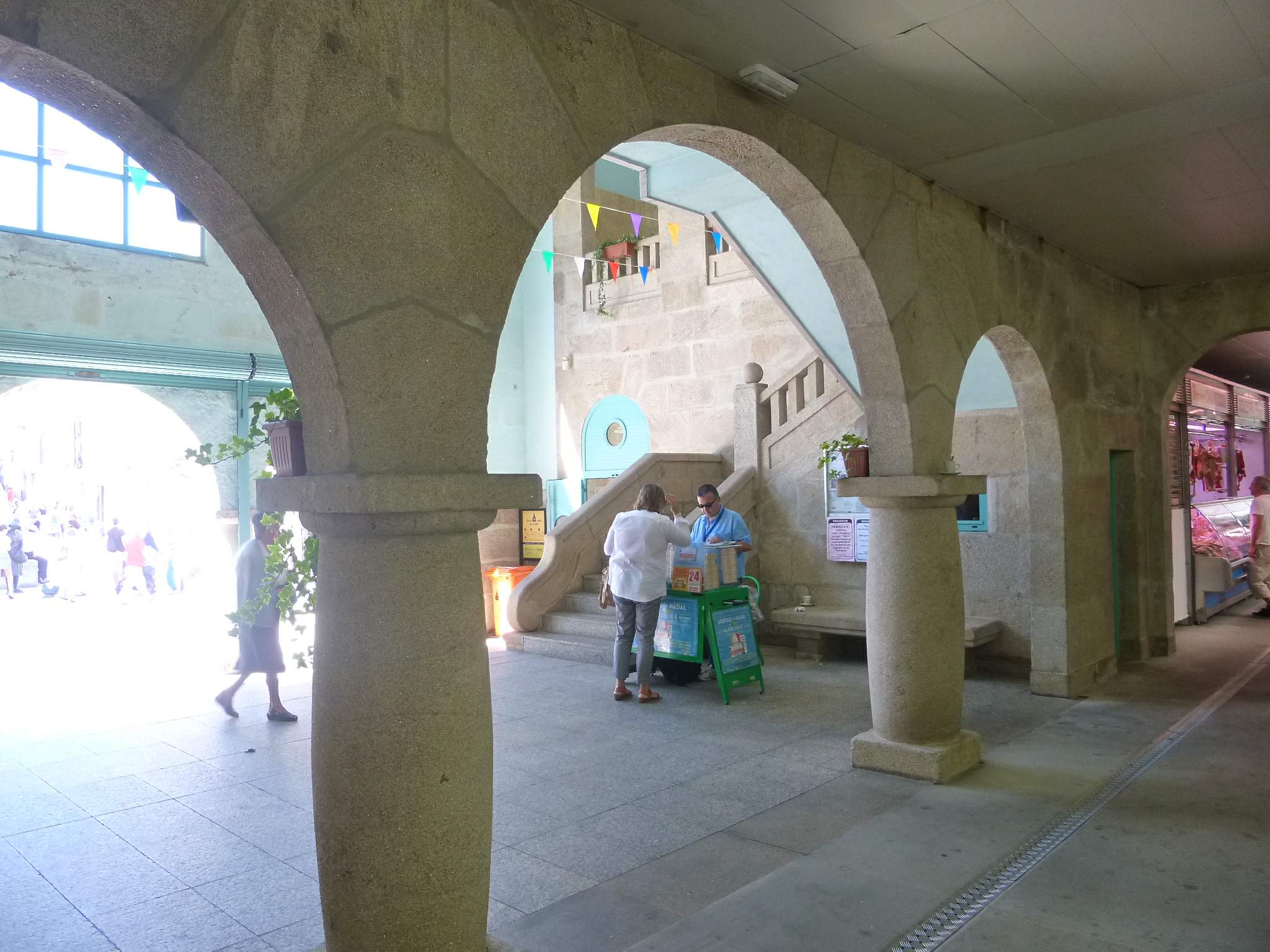
Arcades intérieures
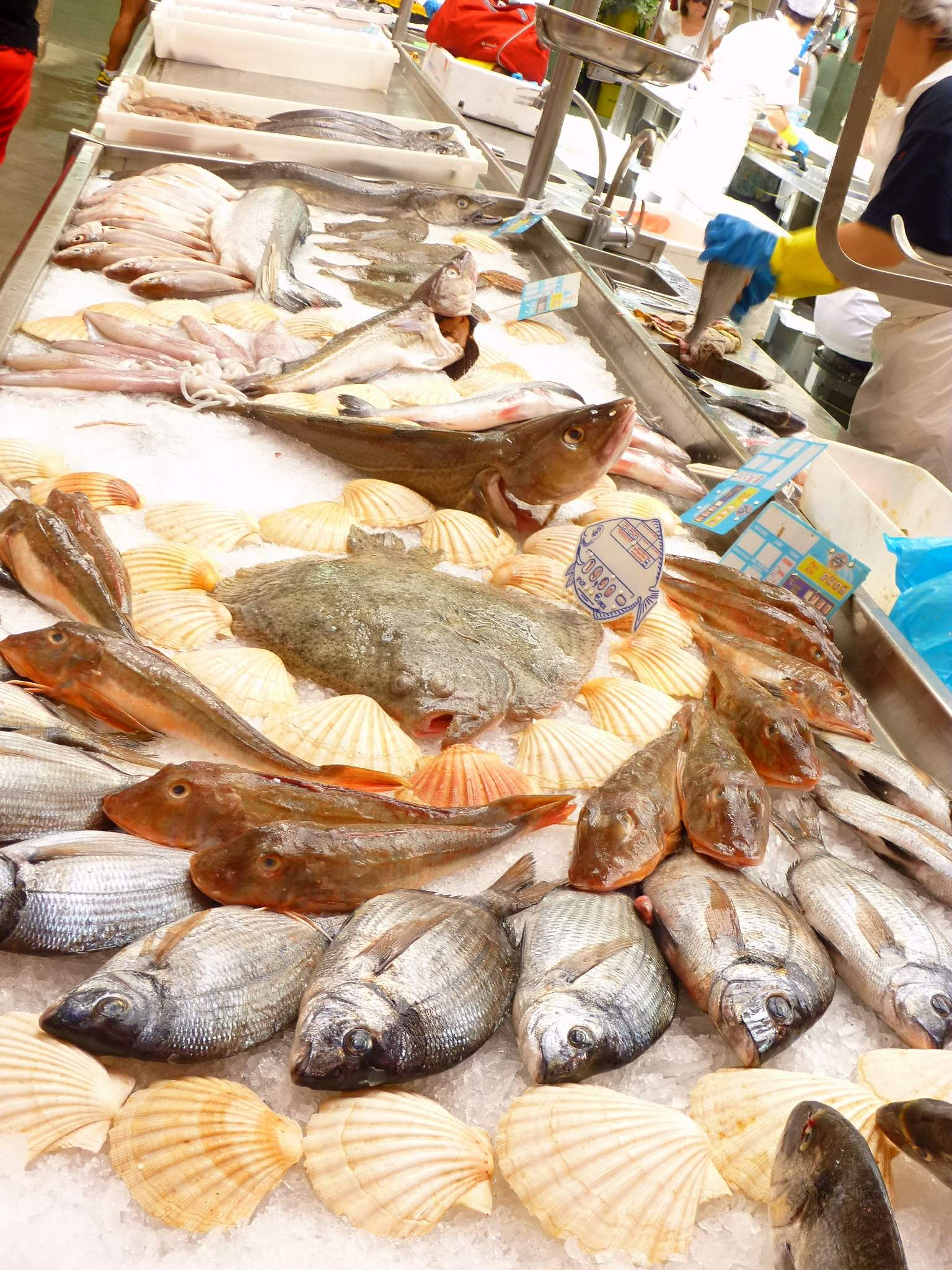
Poissons
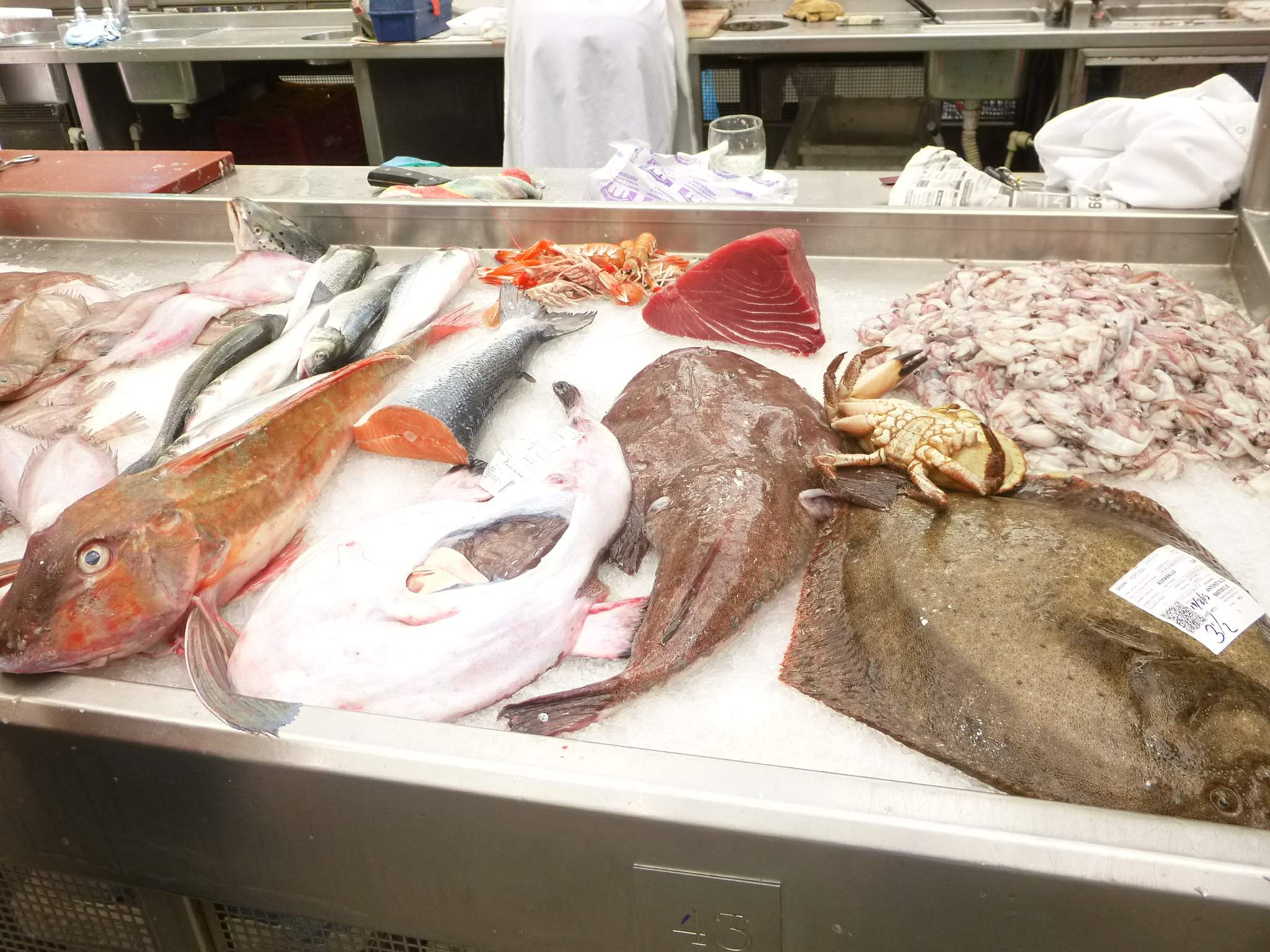
Poissons
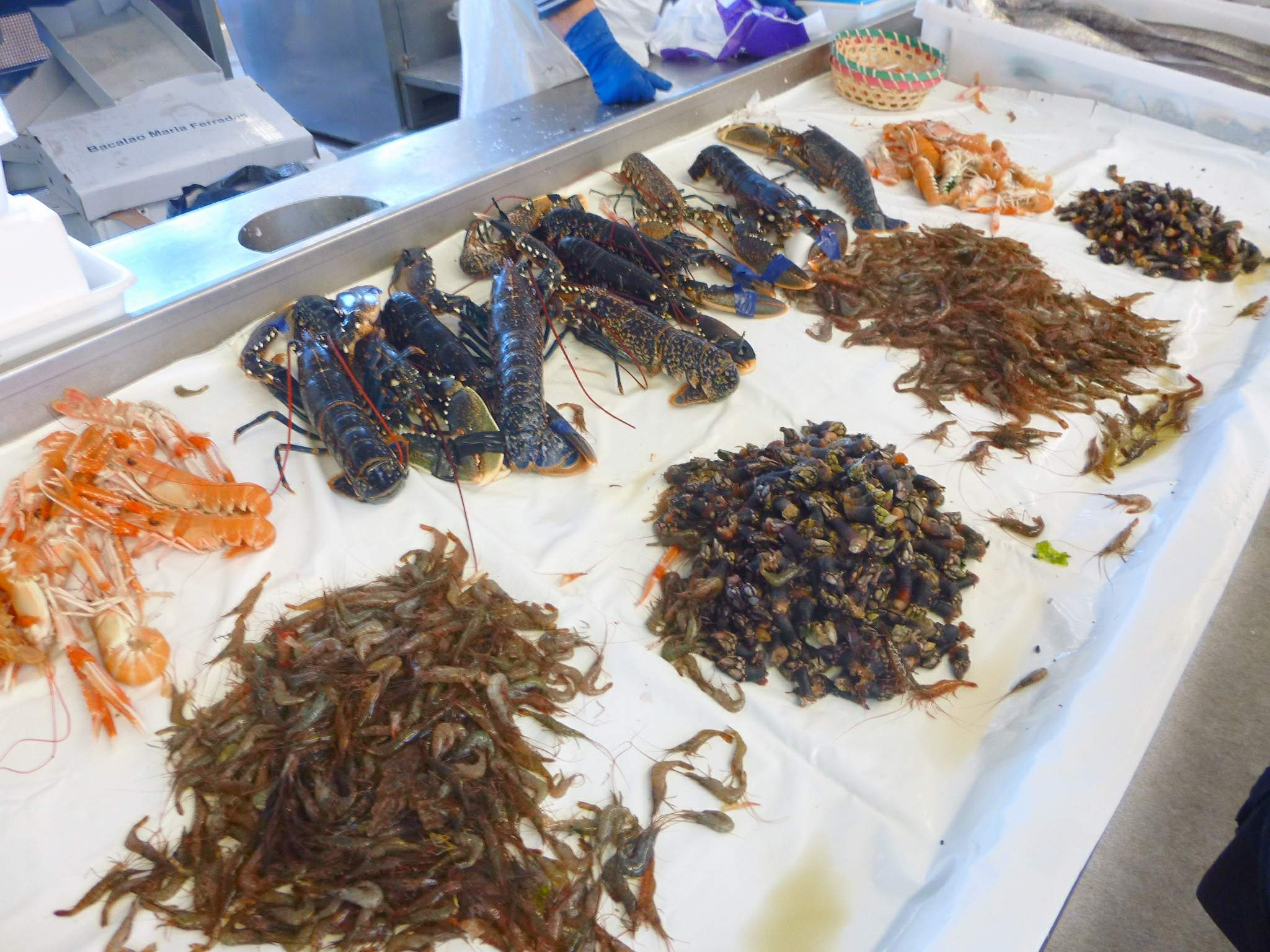
Fruits de mer
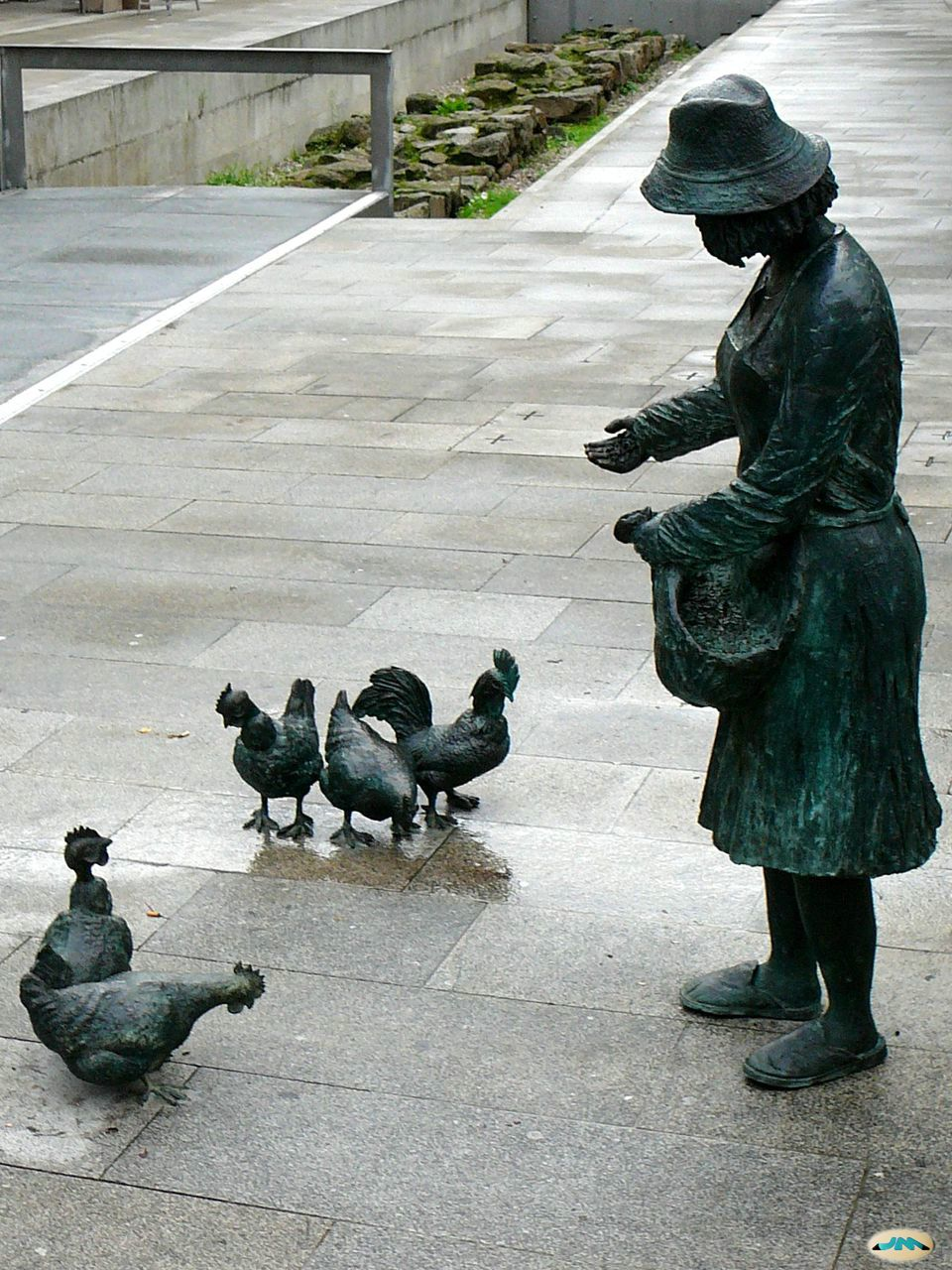
Femme avec des poules et vestiges des remparts
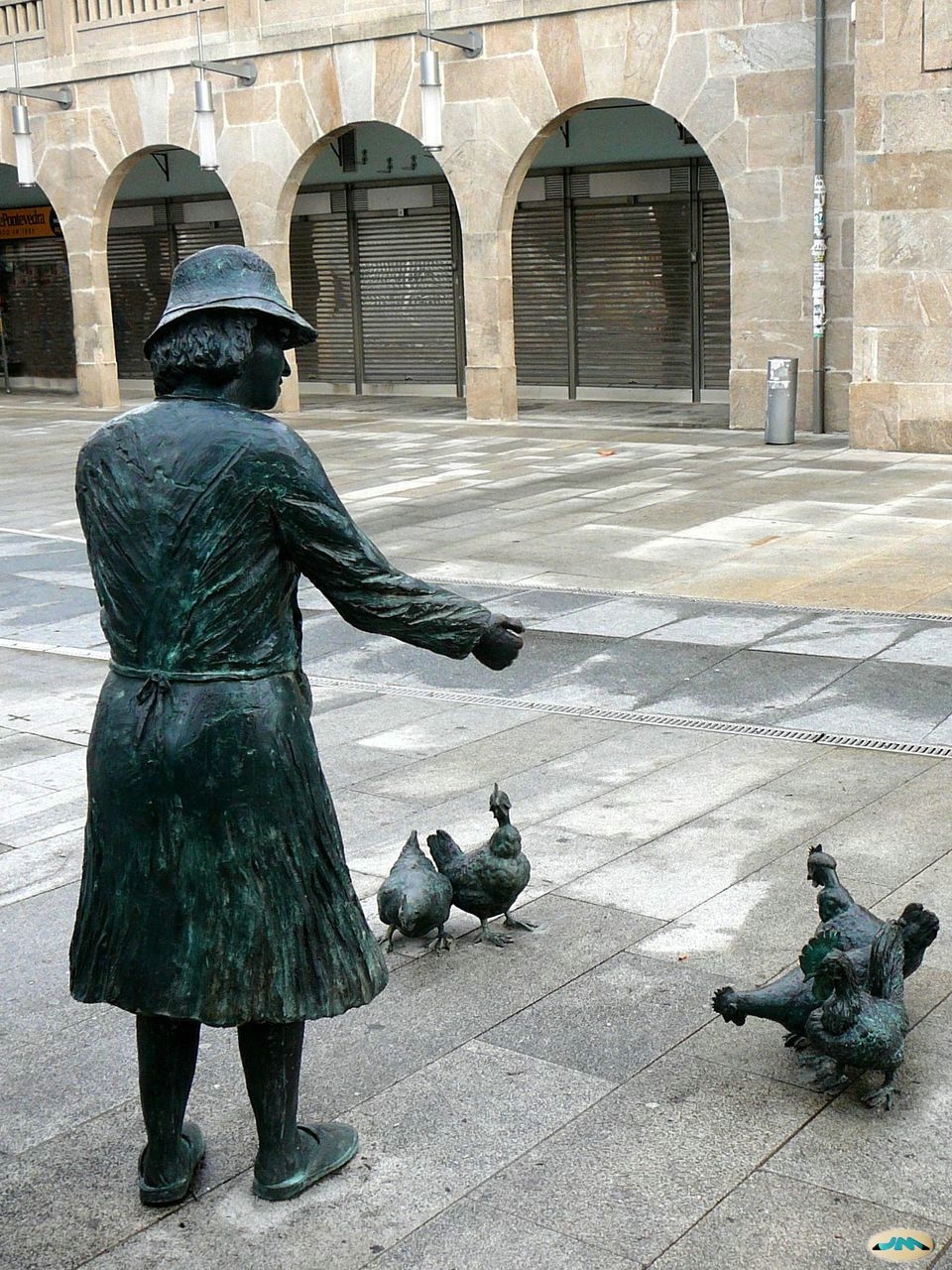
A moza das galiñas devant les arcades du marché
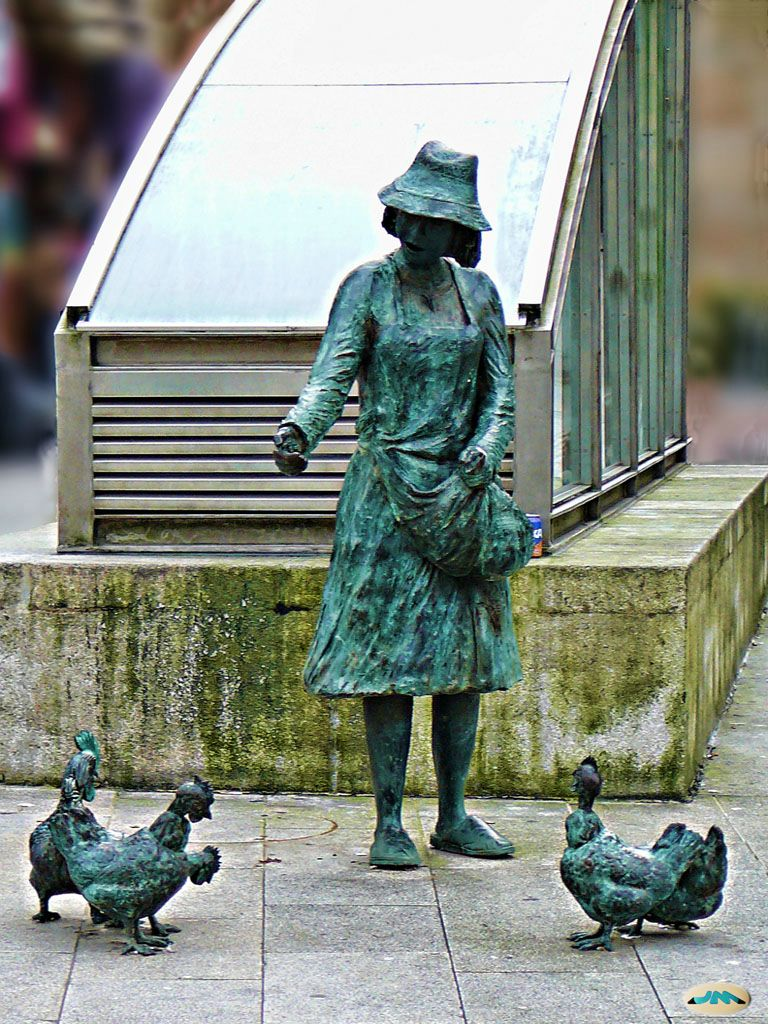
Groupe statuaire devant l'une des entrées du parking souterrain du marché